# Philippe Pasqua
Philippe Pasqua (Grasse, 15 giugno 1965) è un pittore e scultore francese.

## Biografia
Philippe Pasqua è nato a Grasse il 15 giugno 1965, con la famiglia si trasferisce a Parigi nel 1975..
All'età di circa 18 anni, cominciò a dipingere, in modo autodidatta, e si trasferì a New York dove visse per circa due anni.Dal 1985 inizia anche ad essere notato ed esposto. Secondo il critico d'arte José Alvare, Philippe Pasqua ha un approccio giocoso al suo lavoro,pur essendo estremamente produttivo e vivendo una vita ascetica. Su di lui ha scritto anche Pierre Restany.
I suoi lavori trattano principalmente temi legati alle tematiche dei valori morali quali la caducità della vita e i temi della malattia.

## Mostre personali
- 1990: Espace Confluence, Parigi
- 1991: Galleria Wo Mang and Partners, Parigi
- 1995: Castello di Grouchy, Osny , Francia
- 1995: Espace Dautzenberg, Bruxelles
- 1995: The International Center, Detroit, Michigan
- 1996: Galleria Boulakia, Parigi
- 1998: Yvonamor Palix Art Space, Messico
- 1999: Galleria Lucien Durand, Parigi
- 2001: Trauma, Galleria Hengevoss-Durkop-Jensen, Amburgo
- 2002:The mirror of the soul (Portraits 1989 - 2001) , Benedictine Palace, Fécamp
- 2003:Galleria Hengevoss Dûrkop-Jensen, Amburgo
- 2003: Lucille , Galleria RX, Parigi
- 2004: Metamorfosi, Galleria RX, Parigi
- 2005: Centro culturale della città di Metz
- 2006: Patrick Painter Gallery, Santa Monica (California)
- 2006: Spike Gallery, New York
- 2007: Philippe Pasqua - Pulsion , Galerie RX e Galerie Enrico Navarra, Parigi
- 2009:Philippe Pasqua , Stiftung Ahlers Pro Arte, Hannover , curato da Peter Lipke
- 2009: ArtCurial, Parigi
- 2009: Isola di San Servolo, Venezia
- 2010: Philippe Pasqua, Paintings and Drawings, Museum of Modern Art in Moscow , curato da Marc Ivalevitch e David Rosenberg
- 2010:Mea Culpa , The Storage, Parigi
- 2011: Silence , The Storage, Parigi
- 2011:Philippe Pasqua , Absolute Art Gallery, Knokke , Belgio
- 2012:Philippe Pasqua, Quadri e disegni, Art Revolution, Taipei, Taiwan
- 2012: Galerie RX, Parigi
- 2012: Fondazione Fernet-Branca, Saint-Louis
- 2012:Philippe Pasqua , Galleria Hyundai, Seoul
- 2012:Philippe Pasqua a Londra , Opera Gallery, Londra
- 2013: Philippe Pasqua, Pittura, Disegno e Scultura , Art Stage Singapore, Singapore
- 2017:Borderline , Museo oceanografico di Monaco, Monaco[3].
- 2017:Memento Mori , Zemack Contemporary Art, Tel Aviv
- 2018: Allegoria, Domaine de Chamarande , Essonne